# Hudlhub
Hudlhub ist eine Einöde in Gerolsbach im oberbayerischen Landkreis Pfaffenhofen an der Ilm.
Der kleine Ort hatte 1961 12 Einwohner und 1987 5 Einwohner. Es bestanden zwei wirtschaftliche Geschäftsbetriebe dort.

## Literarischer Ort
Insgesamt fünf Bücher – drei Romane (erschienen im Battenberg-Gietl-Verlag) und zwei Kinderbücher (erschienen im Dix-Verlag) – spielen bisher in, um und unter Hudlhub: die satirischen Milieuromane Hudlhub (2015), Kainegg (2017) und Gailing (2019) von Mathias Petry sowie Konrad Kleinmögel und die verlorenen Farben (2018) und Konrad Kleinmögel und die wunderbaren Wörter (2020) von der Autorin Sabine Beck und der Künstlerin und Grafikerin Heidi Stulle-Gold, deren Helden unter der Erde von Hudlhub leben und deren Aufgabe es ist, Karotten orange anzumalen.